# Dialèctica
|  | No s'ha de confondre amb Retòrica. |

La dialèctica és l'art de convèncer mitjançant el diàleg i el debat a l'altre sobre les pròpies postures filosòfiques. Igualment es refereix a l'esquema que segons Hegel fa avançar la humanitat o el pensament, basat en un procés de tesi, antítesi i síntesi; és a dir, un diàleg entre una idea o moviment, el contrari que sorgeix com a resposta, i la síntesi o equilibri final resultant, que al seu torn passa a ser la tesi d'una nova generació.
La dialèctica és un mètode de raonament lògic, de qüestionament i d'interpretació, que ha rebut diferents significats al llarg de la història de la filosofia.
Alguns d'aquests significats són:
- Art del diàleg i la discussió.
- En la filosofia grega clàssica, la dialèctica és el mètode que investiga la veritat mitjançant l'examen crític de les percepcions i teories, cada unes de les quals, per la seva part, pretén referir-la.
- Procediment de raonament que procedeix a través del desplegament d'una tesi i la seva antítesi, resolent la contradicció a través de la formulació d'una síntesi final (conclusió).

Estratègicament el procés no conclou. La síntesi es constitueix en nova tesi i es contraposa a nova antítesi; sense destruir-se però sí complementant-se mútuament.
- Art d'ordenar els conceptes en gèneres i espècies.
- Manera d'elevar-se des del sensible cap a l'intel·ligible, és a dir partint de la certesa dels sentits cap al desenvolupament de conceptes d'un major grau d'universalitat i racionalitat.
- La lluita dels contraris per la qual sorgeix el progrés de la Història (Hegel i Marx).

- Teoria i mètode de coneixement dels fenòmens de la realitat en el seu desenvolupament i automoviment, presumpta ciència que tractaria de les lleis més generals del desenvolupament de la naturalesa (Engels), de la societat (Marx) i del pensament humà (Hegel) que s'autoproposa com a alternativa a la metafísica.

Hegel (en Fonaments de la filosofia del dret paràgraf 31) va anomenar «dialèctica» al principi motor del concepte que dissol, però també produeix, les particularitats de l'universal. La més elevada dialèctica del concepte consisteix no a considerar la determinació merament com a límit i oposat, sinó a produir a partir d'ella el contingut positiu i el resultat, únic procediment mitjançant el qual la dialèctica és desenvolupament i progrés immanent. No és per tant l'acció exterior d'un pensar subjectiu, sinó l'ànima pròpia del contingut el que fa créixer orgànicament les seves branques i els seus fruits.
La dialèctica, en tots aquests casos, designa un moviment propi del pensament (i del 'ser' ' en general en el cas de Hegel).
És "la doctrina de la unitat dels contraris" (Lenin: Resum del llibre de Hegel "Ciència de la lògica" . C.29, p.128)
És la concepció que tota la naturalesa "es troba en un estat perenne de naixement i mort, en flux constant, subjecte a incessants canvis i moviments" (Friedrich Engels, Introducció a la Dialèctica de la Naturalesa).

## Història

### Dialèctica espontània en l'antiguitat
Per a l'hinduisme, la diversitat de coses i esdeveniments contradictoris que ens envolten, no són sinó diferents manifestacions del tot, anomenat Brahman. Així, als diversos aspectes del Diví, van donar en l'Índia antiga diferents noms de déus variats que no són més que reflexos d'una única realitat última, de manera que, per exemple, la força destructora i la força creadora són dues manifestacions d'aquesta mateixa realitat.
Heràclit d'Efes va formular dues proposicions que van ser incorporades com a pilars de l'estructura del pensament dialèctic: 1) tot flueix, tot està en moviment i; 2) tot està format per oposats que sempre estan en estat de tensió dinàmica, de manera que qualsevol forma determinada és el resultat de l'equilibri entre forces oposades.

### La dialèctica com a mètode: Plató i Aristòtil

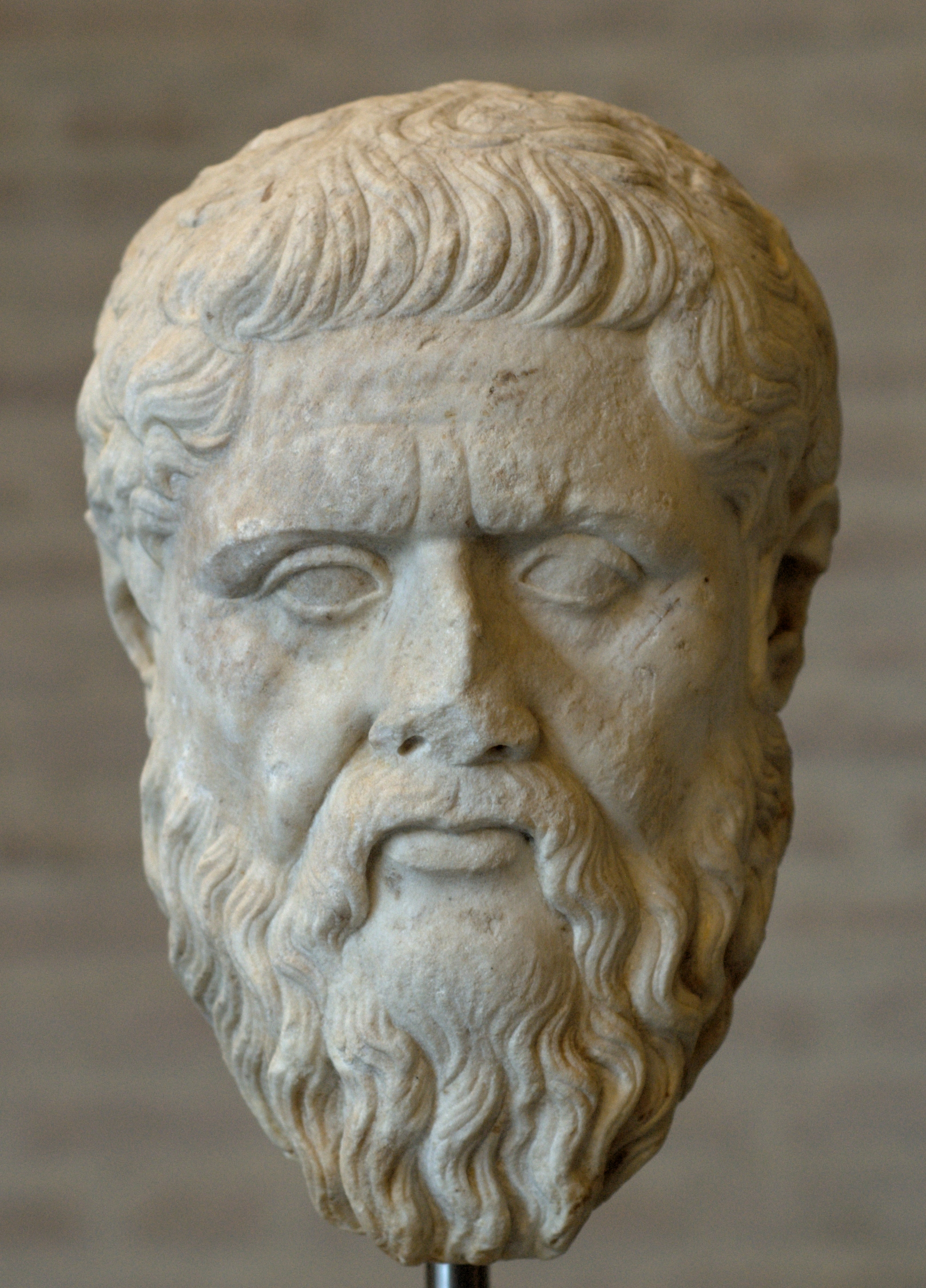
Cap de Plató, a la gliptoteca de Múnic.

Un dels primers exemples d'aplicació del mètode dialèctic l'ofereixen els Diàlegs del filòsof grec Plató, qui a més reflexiona sobre el funcionament i l'abast d'aquest procediment, notablement en les seves obres Gòrgies República VI i Teetet.
En els diàlegs platònics primerencs, el procediment permet sotmetre a examen cert conjunt de creences que manté determinat individu. A partir dels diàlegs mitjans, el seu abast s'amplia, per posar a prova hipòtesis o teories amb les que no necessàriament algú està compromès. Normalment l'examen el porta a terme Sòcrates, qui dirigeix al seu interlocutor una sèrie de preguntes per explorar si hi ha inconsistències entre les seves sentències. Aquestes preguntes són, doncs, crítiques i comprometedores, i que pot considerar-se un equivalen a objeccions, car naturalment, una teoria que mostra ser contradictòria no podria acceptar-se com a veritable (Vg., ha estat refutada). D'altra banda, en molts diàlegs Plató pot constatar-se com els interlocutors de Sòcrates es defensen de les seves objeccions, de vegades és el mateix Sòcrates qui respon a les seves crítiques anteriors. El procediment de preguntes i respostes així dona lloc a una discussió o controvèrsia racional, el resultat és sovint la refutació de les idees que s'examinen. En qualsevol cas, mitjançant la detecció i eliminació d'errors, el procediment tendeix a la identificació de la veritat, o almenys, del que racionalment es pot acceptar com a tal. La refutació (en grec : elenchô) es converteix en un mètode de prova.
Gairebé tots els filòsofs presocràtics havien escrit com profetes il·luminats, sense tan sols pensar a fer alguna prova de la validesa dels seus punts de vista (M. Détienne). Una excepció important és Zenó d'Elea, qui en la filosofia introduir la idea de refutar racionalment les teories dels seus adversaris, mostrant que condueixen a paradoxes. Aquest és l'antecedent del qual parteixen Sòcrates i Plató, l'últim dels quals porta la idea un pas més lluny. És notable que al Parmènides Plató hagi utilitzat el procediment de preguntes comprometedores, per posar a prova teories de la seva pròpia factura (concretament, la teoria metafísica de les Formes), convertint-se així en el primer filòsof que practica l'autocrítica. Potser Plató intenta mostrar així com més li interessa la recerca de la veritat, que la defensa de les seves posicions. En tot cas, la dialèctica (és a dir, la controvèrsia, i més fonamentalment, l'exposició a la crítica) queda perfilades per ell com un procediment d'investigació. A aquest gest del clàssic pot atribuir-se el que la filosofia avui sigui un camp d'investigació acadèmica, i no una branca de la mitologia o la literatura fantàstica.
Per Aristòtil, la recerca de la base filosòfica de la ciència (i de la mateixa filosofia) requereix un exercici dialèctic. En La Metafisica, Llibre Γ (N º IV), Cap. 4, Aristòtil explica per què la recerca d'una prova dels "principis" s'ha de fer mitjançant una demostració refutativa, i en canvi seria impossible donar-ne una "demostració" (vg., una prova positiva d'ells). Aristòtil també tracta de la dialèctica en els Tòpics.
Aquesta mena de proves o justificacions, que l'activitat dialèctica permet aconseguir segons els clàssics, només poden desenvolupar-se gràcies a la confrontació de punts de vista oposats. Tanmateix, a partir de la Il·lustració es va difondre àmpliament, encara que segons sembla sense discussió pel mig, un judici contrari a David Hume, qui a la Investigació sobre l'Enteniment Humà § 4, afirma sense més que tot raonament humà és inductiu (en els seus termes, "probable" o "moral") o deductiu ("demostratiu"), per tant, no dialèctic sinó monolèctic. És a dir que segons Hume, tota prova científica ha de ser filosòfica o en la seva integritat construïble des d'un únic punt de vista. Aquesta idea no ha estat prou discutida, i pot considerar-se com una hipòtesi, tant com la idea contrària.
A més de la mateixa confrontació d'idees, un parell de conceptes o regles lògiques o distingeixen els arguments dialèctics dels monolèctics. Són 1) l'argumentació ex concessi, segons la qual és lícit raonar a partir dels pressupostos o premisses de l'antagonista, sense que en suma, calgui justificar (almenys, no cara a aquest mateix contrari). I per altra part 2) la noció de la càrrega de la prova que atribueix a un dels ponents en particular, el deure d'iniciar l'argumentació, donant un suport prima facie raonable a la seva tesi. Si l'interessat ho aconsegueix, amb això transfereix al seu adversari a l'obligació (o càrrega) de respondre, argumentant en contra seva. Qualsevol dels ponents que deixi d'atendre satisfactòriament aquesta obligació quan li correspon, per aquest fet resulta derrotat en la polèmica. A Occident, la càrrega de la prova inicial correspon al que proposa novetats, i per descomptat a qui qüestiona els usos i les creences tradicionals o generalment acceptades. Una màxima del dret romà prescriu: el que diu, prova.
Sembla que als estoics es deu l'ús posterior (concretament, medieval) del terme, amb el que 'Dialèctica' passa a referir-se al conjunt de la lògica, que, d'altra banda, els estoics varen conrear l'estudi del raonament deductiu (per tant, monolèctic). Juntament amb la gramàtica i la Retòrica, la Dialèctica constitueix el Trivium medieval.

### Dialèctica de la filosofia clàssica alemanya
Per Immanuel Kant la sensibilitat té com formes a priori, l'espai i el temps i té la raó humana, també anteriors a tota experiència, un conjunt de categories per concebre els objectes, sempre que hagi fenomens sobre els quals elles puguin actuar. Quan tal cosa no passa, com en el cas dels objectes anomenats "metafísics", l'enteniment deriva en les anomenades antinòmies (paradoxes), en les quals pot demostrar-se com veritable tant una posició com la contrària, hi ha arguments a favor i en contra de les tesis i de les seves respectives antítesi. La solució no pot ser dogmàtica sinó crítica de la raó pura, distingint la "cosa en si" del món fenomenològic, que no existeix independentment de les nostres representacions.
Per Johann Gottlieb Fichte del jo, del subjecte es deriva tot i d'acord amb els principis lògics d'identitat i negació, en afirmar-se el jo engendra per oposició el "no jo" i ambdós estan subordinats a un principio d'unitat total. Així com el jo entra en contradicció amb si mateix i posiciona el no jo, elimina aquesta oposició mitjançant la limitació d'ambdós i flueix un procés infinit i que es formula en l'triada dialèctica: tesi, antítesi i síntesi.
El filòsof alemany Georg Wilhelm Friedrich Hegel aplica el terme dialèctica al seu sistema filosòfic i a la seva lògica centrada en l'esdevenir, la contradicció i el canvi, que substitueix els principis d'identitat i no contradicció, pels de la transformació incessant de les coses i la unitat dels contraris. Hegel pensava que l'evolució de la Idea es produeix a través d'un procés dialèctic, és a dir, un concepte s'enfronta al seu oposat i com a resultat d'aquest conflicte, s'alça un tercer, la síntesi. La síntesi es troba més carregada de veritat que els dos anteriors oposats. L'obra de Hegel es basa en la concepció idealista d'una ment universal que, a través de l'evolució, aspira a arribar al límit més alt de llibertat i d'autoconsciència.
El filòsof i activista polític alemany Karl Marx va aplicar el concepte de dialèctica als processos socials i econòmics. L'anomenat Materialisme dialèctic de Marx, sovint considerat com una revisió del sistema hegelià. Aquest proposava una solució a un problema generalitzat d'extrems econòmics per mitjà dels tres conceptes: tesis, antítesi i síntesi. La primera era la font del problema estigui en la propietat del capital concentrada a la classe burgesa. La segona la classe proletària creadora del valor amb el seu treball i despullada de tot medi de producció. Aquestes dues donaran síntesi com el comunisme, la propietat social dels mitjans de producció.

## La dialèctica de Hegel

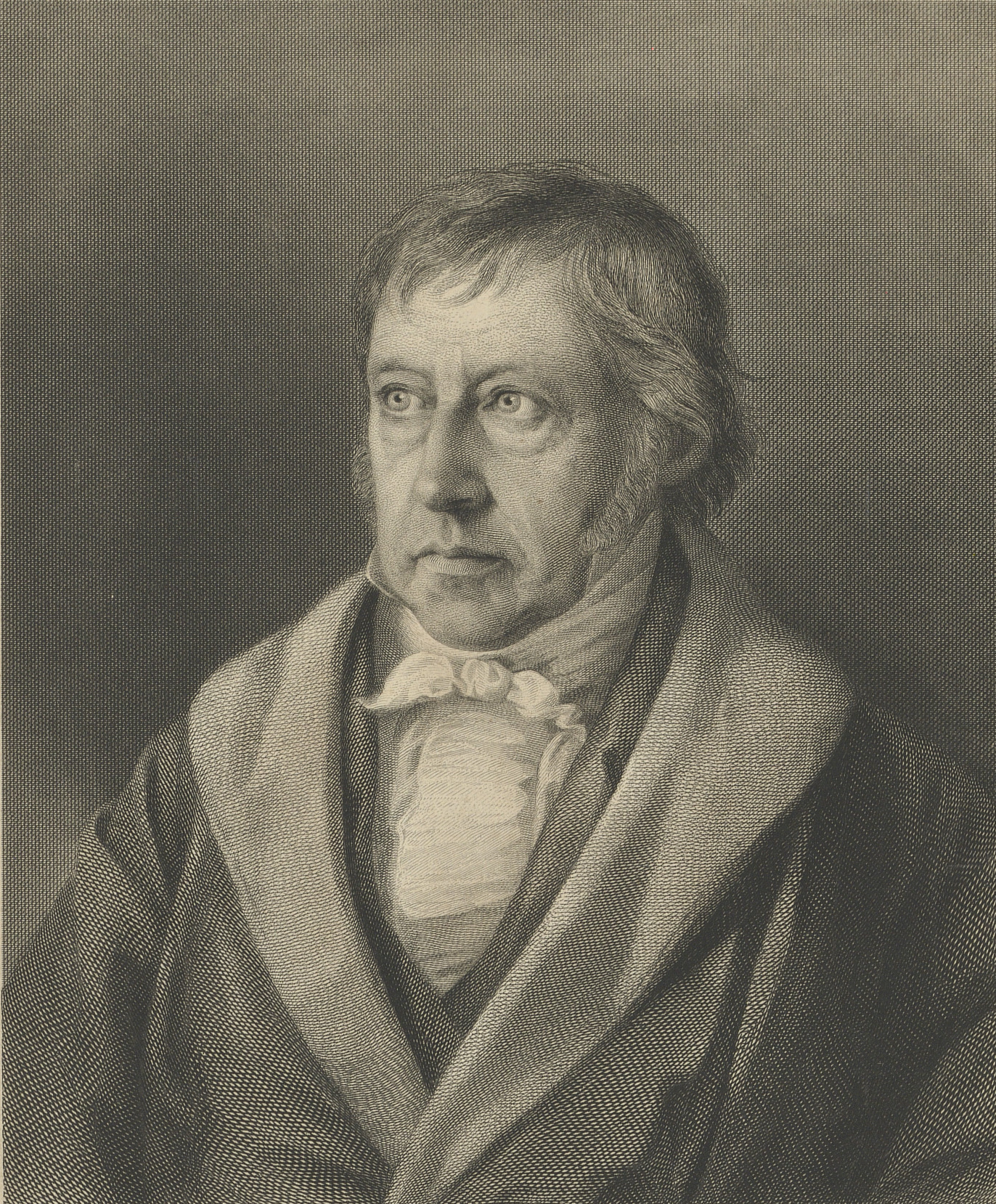
G.W.F. Hegel

L'acte mateix del coneixement és la introducció de la contradicció. El principi del tercer exclòs, alguna cosa o és A o no és A, és la proposició que vol rebutjar la contradicció i en fer-ho incorre precisament en contradicció: A ha de ser +A ó -A, amb la qual cosa ja queda introduït el tercer terme, A que no és ni + ni - i pel mateix és +A i -A. Una cosa és ella mateixa i no és ella, perquè en realitat tota cosa canvia i es transforma ella mateixa en una altra cosa. Això significa la superació de la lògica formal i l'establiment de la lògica dialèctica.
Totes les coses són contradictòries en si mateixes i això és profund i plenament essencial. La identitat és la determinació del que és simple immediat i estàtic, mentre que la contradicció és l'arrel de tot moviment i vitalitat, el principi de tot automoviment i només allò que conté una contradicció es mou.
La imaginació corrent capta la identitat, la diferència i la contradicció, però no la transició de l'un a l'altre, que és el més important, com una cosa es converteix en l'altra.
Causa i efecte són moments de la dependència recíproca universal, de la connexió i concatenació recíproca dels esdeveniments, baules a la cadena del desenvolupament de la matèria i la societat: la mateixa cosa es presenta primer com a causa i després com a efecte. Cal fer consciència de la intercausalitat, de les lleis de connexió universal objectiva, de la lluita i la unitat dels contraris i de les transicions i les transformacions de la naturalesa i la societat. La totalitat, de tots els aspectes del fenomen, de la realitat, dels fenòmens i de les seves relacions recíproques, d'això està composta la veritat.
La realitat és la unitat de l'essència i l'existència. L'essència no està darrere o més enllà del fenomen, sinó que és pel mateix que l'essència existeix, l'essència es concreta en el fenomen. L'existència és la unitat immediata de l'ésser i la reflexió. Possibilitat i accidentalitat són moments de la realitat posats com a formes que constitueixen l'exterioritat del real i, per tant, són qüestió que afecta el contingut, perquè en la realitat es reuneix aquesta exterioritat amb la interioritat en un moviment únic i es converteix en necessitat i així el necessari és mitjançat per un cúmul de circumstàncies o condicions.
La quantitat es transforma en qualitat i els canvis s'interconnecten i es provoquen els uns amb els altres. Les matemàtiques no han aconseguit justificar aquestes operacions que es basen en la transició, perquè la transició no és de naturalesa matemàtica o formal, sinó dialèctica.
Les determinacions lògiques anteriorment exposades, les determinacions de l'ésser i l'essència, no són meres determinacions del pensament. La lògica del concepte s'entén ordinàriament com a ciència només formal, però si les formes lògiques del concepte fossin recipients morts, passius, de representacions i pensaments, el seu coneixement seria superflu; però en realitat són com formes del concepte, l'esperit viu del real i, per tant, cal indagar la veritat d'aquestes formes i la seva connexió necessària.
El mètode del coneixement no és una forma merament exterior, sinó que és ànima i concepte del contingut. Pel que fa a la naturalesa del concepte l'anàlisi és el primer, perquè ha d'elevar la matèria donada a la forma d'abstraccions universals, les quals després mitjançant el mètode sintètic són posades com a definicions. L'anàlisi resol la dada concreta, aïlla les seves diferències i els dona forma d'universalitat o, deixa el concret com fonament i per mitjà de l'abstracció de les particularitats que aparenten ser inesencials, posa de relleu un universal concret o la força i la llei general. Aquesta universalitat també és determinada mitjançant la síntesi del concepte en les seves formes, en definicions.
L'activitat humana uneix el subjectiu amb l'objectiu. La finalitat subjectiva es vincula amb l'objectivitat exterior a ella, a través d'un mitjà que és la unitat de tots dos, això és l'activitat conforme al cap. Així, amb les seves eines l'home té poder sobre la naturalesa exterior, encara que pel que fa a les seves finalitats es troba amb freqüència sotmès a ella.

## Dialèctica materialista
La més simple i influent formulació del materialisme dialèctic es troba en Friedrich Engels, que va creure amb això no desviar-se de Marx o, en tot cas, va creure completar a Marx. La formulació d'Engels s'ha incorporat al marxisme qualificat d'«ortodox». Això no vol dir que només els marxistes «ortodoxos» siguin materialistes dialèctics. És possible sostenir el materialisme dialèctic dins de formes de marxisme «no ortodox», si més no ortodox respecte al marxisme ortodox al·ludit. Això pot ocórrer de diverses maneres, entre els quals sobresurten dues: com un intent de suplementar i sistematitzar el marxisme en forma diferent del conglomerat avui tradicional «Marx-Engels-Lenin», o «marxisme-leninisme»; o bé com una possibilitat pel futur, quan s'hagi «absorbit» per complet la raó analítica i positiva que se suposa caracteritza encara les ciències i aquestes puguin constituir-se dialècticament, o materialistica-dialècticament.
Engels va desenvolupar el materialisme dialèctic en l'obra "La transformació de les ciències pel Sr. Dühring" (Herrn Dühring Umwälzung der Wissenschaften, 1878; publicada com una sèrie d'articles a Vorwärts, 1877), coneguda amb el nom de Anti-Dühring, i també en una sèrie de 2148 manuscrits procedents de 1873-1883 i publicats per primera vegada el 1925 amb el nom Dialektik der Natur. Encara que Engels es va oposar a l'idealisme, incloent l'idealisme de Hegel, va trobar en aquest autor suport per a una «filosofia de la Natura» que va descartar i superés el materialisme mecanicista, característic de gran part de la física (mecànica) moderna i en particular de les interpretacions filosòfiques de la ciència moderna que van proliferar al segle xix per obra de Ludwig Büchner i altres autors. Aquest materialisme és, segons Engels, superficial i no té en compte que els models mecànics no s'apliquen a nous desenvolupaments científics, tals com els haguts en química i en biologia, i especialment tal com es manifesten en la teoria de l'evolució de les espècies. El materialisme «vulgar» mecanicista no té tampoc en compte el caràcter pràctic del coneixement i el fet que les ciències no són independents de les condicions socials i de les possibilitats de revolucionar la societat.
Mentre el materialisme mecanicista es recolza en la idea que el món està compost de coses i, en darrer terme, de partícules materials que es combinen entre si d'una manera «inerta», el materialisme dialèctic afirma que els fenòmens materials són processos. Hegel va tenir raó en insistir en el caràcter global i dialèctic dels canvis en els processos naturals, però va errar en fer d'aquests canvis manifestacions de l'«Esperit». Cal «invertir» la idea hegeliana i col·locar a la base la matèria en tant que es desenvolupa dialècticament. La dialèctica de la Naturalesa procedeix segons les tres grans lleis dialèctiques: llei del pas de la quantitat a la qualitat, llei de la interpenetració dels contraris (o oposats) i llei de la negació de la negació. Negar que hi ha contradiccions en la Naturalesa és, segons Engels, mantenir una posició metafísica; el cert és que el moviment mateix està ple de contradiccions. Són contradiccions «objectives» i no «subjectives». Sense la constant lluita dels oposats no es poden explicar els canvis.
El caràcter de lluita i oposició de contraris és, segons Engels, universal. Es manifesta no només en la societat i en la Natura, sinó també en la matemàtica. La negació de la negació es manifesta en què d'un germen procedeix una planta que floreix i mor, produint un altre germen que torna a florir. També es manifesta en el fet que la negació d'una quantitat negativa dona una positiva. El materialisme dialèctic no és, segons Engels, contrari als resultats de les ciències; al contrari, explica, justifica i sintetitza aquests resultats.
A la Dialèctica de la Natura, Engels es va manifestar en desacord amb considerar la necessitat o el necessari com l'única cosa interessant des del punt de vista científic i l'atzar o el casual com indiferent per a la ciència, perquè així "cessa tota ciència, ja que aquesta ha precisament investigar el que no coneixem". Va considerar que la metafísica està captiva de la contraposició que hi ha entre casualitat i necessitat i no entén com el casual és necessari i allò necessari, alhora, casual. "El determinisme, que passa del materialisme francès a les ciències naturals, tracta de resoldre el problema d'allò casual pura i simplement negant-lo. Segons aquesta concepció, en la naturalesa regna senzillament la necessitat directa". En canvi, Darwin fonamentar la necessitat de l'evolució, sobretot "la més àmplia base de casualitat". La natura s'ha desimbolt "més o menys accidentalment, però amb la necessitat que també és inherent a la casualitat". Actualment es podria veure en les matemàtiques de les probabilitats, una confirmació d'aquesta visió dialèctica, en les seves especificitats per les ciències naturals i per a les ciències socials.
A despit de l'exemple citat en la matemàtica s'ha preguntat sovint fins a quin punt les ciències formals, i específicament la lògica, són dialèctiques i estan sotmeses a les lleis enunciades pel materialisme dialèctic. Engels es va expressar sobre això d'una manera una mica ambivalent, ja que mentre les lleis de referència tenen, al seu entendre, un abast veritablement universal, d'altra banda les lleis dialèctiques mateixes constitueixen un element invariable. Atès que la lògica mateixa és dialèctica, sembla que no cal preguntar si la mateixa lògica dialèctica és o no dialèctica; no sembla que es pugui negar la lògica dialèctica per una altra lògica no dialèctica. D'altra banda, la negació de la negació d'aquesta lògica dialèctica donaria una lògica dialèctica suposadament «superior». Són moltes les discussions sobre l'autonomia o heteronomia de la lògica formal dins del materialisme dialèctic.
Molts autors després d'Engels han seguit a aquest autor en el camí del materialisme dialèctic, si bé han modificat aquest de diverses maneres. Tal succeeix amb Lenin, amb qui s'inicia una tradició de materialisme dialèctic anomenada «marxista-leninista». Per a ell la dialèctica és la doctrina del desenvolupament en la seva forma més completa, profunda i lliure d'unilateralitat, la doctrina sobre el relatiu del coneixement humà, que ens dona un reflex de la matèria en perpetu desenvolupament.
Lenin va insistir inicialment menys que Engels en la noció de «matèria» com a realitat sotmesa a canvis d'acord amb un procés dialèctic, perquè li interessava defensar el realisme materialista contra l'idealisme i el fenomen dels que seguien a autors com Mach i Avenarius. A Materialisme i empiriocriticisme, de 1909, Lenin va equiparar la realitat material amb la realitat del món real «extern», reflectit per la consciència, la qual «copia» aquest món mitjançant les percepcions. Aquestes no són símbols o xifres, sinó reflexos de «la realitat (material) mateixa». Això no vol dir que les percepcions, o les sensacions, descriguin el món real físic tal com aquest és. El veritable coneixement d'aquest món és el coneixement científic, però la percepció no és incompatible amb aquest coneixement. El materialisme dialèctic i l'epistemologia «realista» i «científica» que l'acompanya és, segons Lenin, la doctrina que s'ha d'adoptar per lluitar a favor del comunisme. Això sembla convertir el materialisme dialèctic en una ideologia la veritat depèn de la situació històrica. El materialisme dialèctic és, en suma, «partidista». Tanmateix, aquest partidisme no pot equiparar al de les ideologies no proletàries i no revolucionàries, si és una ideologia, és una que contribueix a portar al món la «teoria verdadera», que és la que correspon a la societat sense classes.
En les discussions entre els materialistes dialèctics ha sorgit amb freqüència el problema de si, i fins a quin punt, cal destacar l'aspecte materialista o el dialèctic. En escrits posteriors al citat abans, i especialment en els Quaderns filosòfics(1915), Lenin va subratllar considerablement l'aspecte dialèctic i, amb això, el que va interpretar com el verdader mètode hegelià, però això no equival encara a deixar de banda el materialisme, sense el qual es desembocaria en un idealisme:
"La dialèctica com a coneixement viu, multilateral (amb el nombre d'aspectes sempre en augment), d'innombrables matisos en la manera d'abordar, d'aproximar-se a la realitat (amb un sistema filosòfic què, de cada matís, es desenvolupa en un tot): vet aquí el contingut incommensurablement ric, en comparació amb el materialisme 'metafísic', la desgràcia principal és la de no ser capaç d'aplicar la dialèctica a la 'Teoria de Reflex', al procés i desenvolupament del coneixement." ' '
Així, mentre la dialèctica en el materialisme dialèctic posa en relleu aspectes «idealistes» i «hegelià», el materialisme en la mateixa doctrina posa en relleu, o pot acabar per posar excessivament en relleu, aspectes purament «mecanicistes» o «superficials». L'equilibri entre dialèctica i materialisme en el materialisme dialèctic és per això un dels desiderata de molts dels autors adherits a aquesta tendència.
A vegades s'ha procurat resoldre el conflicte entre els dos components del materialisme dialèctic accentuant els aspectes «pràctics». Així succeeix, per exemple, amb el maoisme i amb diverses tendències polítiques més interessades en la realització d'un programa que en discutir les bases filosòfiques subjacents en el mateix. Mao va escriure a 1937 l'assaig Sobre la Contradicció, que a més de partir de la universalitat de la contradicció i les particularitats de cada contradicció, se centra a determinar la contradicció principal i l'aspecte principal d'una contradicció, així com l'antagonisme, la lluita i la identitat de contraris, de manera que els militants revolucionaris tinguessin un manual de lògica per a la solució dels problemes polítics concrets. El materialisme dialèctic, la presentació del qual es deu més a l'activitat d'Engels que a la del mateix Marx, ha estat considerat tradicionalment com la presa de posició filosòfica de Marx i Engels enfront de l'idealisme hegelià, és a dir, com el resultat de la seva crítica de l'idealisme i, com a tal, s'ha presentat per la majoria dels estudiosos del marxisme com el marc de referència conceptual des del qual desenvolupa el materialisme històric, que seria l'expressió pròpiament científica del seu pensament.

## Oposició a l'idealisme i al mecanicisme
El materialisme dialèctic s'oposa a l'idealisme, en el sentit en el qual considera que no existeix més realitat fonamental que la matèria; però la matèria no és una realitat inerta, sinó dinàmica, que conté en si la capacitat del seu propi moviment, com a resultat de la lluita dels elements contraris, (estant la contradicció l'essència de la realitat, igual que per a Hegel), que s'expressa en el moviment dialèctic. Així, el moviment hegelià de la idea a la cosa i a la seva reconciliació, queda invertit, segons la famosa frase de Marx, passant a convertir-se en un moviment que va de la cosa a la idea i a la seva futura reconciliació. Tot el bagatge conceptual de la dialèctica hegeliana és conservat pel materialisme dialèctic, però orientat ara en la direcció oposada.

El materialisme dialèctic no només s'oposa a l'idealisme hegelià, sinó a tota concepció mecanicista i atomista de la natura, és a dir, no finalista. «"La comprensió de la total errada per inversió de l'anterior idealisme alemany va portar necessàriament el materialisme, però, cosa digna d'observar-se, no el materialisme merament metafísic i exclusivament mecanicista del segle XVIII" (Engels, Anti-Dühring).» S'oposa, doncs, a la concepció que havia predominat en la ciència el segle xviii i que ho continuaria fent els segles XIX i XX. És pròpia de l'idealisme hegelià l'afirmació d'un final feliç de la història, d'una reconciliació de la realitat amb ella mateixa a l'Esperit Absolut, com a resultat mateix del moviment dialèctic, una finalitat que no desapareixerà del materialisme dialèctic, en conservar, com ho fa, la dialèctica hegeliana per explicar el moviment a la natura.
| « | I així hem tornat a la concepció del món que tenien els grans fundadors de la filosofia grega, a la concepció que tota la natura, des de les seves partícules més ínfimes fins als seus cossos més gegantins, des dels grans de sorra fins als sols, des dels protistes fins l'home, es troba en un estat perenne de naixement i mort, en flux constant, subjecte a incessants canvis i moviments. —F.Engels, Dialèctica de la natura. (Introducció) | » |

## La crítica de Sartre
La Crítica de la raó dialèctica, del filòsof francès Jean-Paul Sartre, va ser publicada el 1960 amb el títol original de Critique de la raison dialectique (précédé de Questions de méthode).
En ella, Sartre es preguntava com constituir una antropologia estructural i històrica, que no sacrifiqui la concreció de l'objecte estudiat en un sistema fix de conceptes. Subratllava llavors que només l'antropologia marxista pot servir per a aquest propòsit, però amb la condició que aquesta es fonamenti en la comprensió d'allò humà que suposa l'existencialisme, la dialèctica fenomenològica del Ser i el Res. No obstant això, si el materialisme històric de Karl Marx és cert, llavors la història és dialèctica, una totalització: ¿però hi ha una raó dialèctica? O bé la racionalitat positivista de les ciències és suficient per estudiar l'home i l'existència humana? Aquestes són les preguntes fonamentals plantejades per Sartre en Crítica de la raó dialèctica. Encara que l'"exercici dialèctic" entès a la manera clàssica, com allò que pertany a un debat o controvèrsia, no va ser l'objecte del seu estudi, Sartre va ser abans que res un polemista i un defensor de la importància de la confrontació d'opinions com a condició del coneixement i de les transformacions conscients de la vida i la societat.